# Mosekongen
Mosekongen er en dansk film fra 1950, instrueret af Alice O'Fredericks og Jon Iversen efter et manuskript af Svend Rindom. En rigtig folkekomedie, rigtig typisk Morten Korch, hvis roman filmen da også er filmatiseret over.

## Medvirkende
- Johannes Meyer
- Agnes Rehni
- Poul Reichhardt
- Tove Maës
- Sigurd Langberg
- Asbjørn Andersen
- Grete Frische
- Axel Frische
- Grethe Holmer
- Signi Grenness
- Peter Malberg
- Ib Schønberg
- Helga Frier
- William Rosenberg
- Randi Michelsen
- Poul Müller
- Jørn Jeppesen
- Anna Henriques-Nielsen
- Henry Nielsen
- Poul Ditlev Knudstorp
- Carl Heger
- Aage Foss